# Boa (web server)
Boa é um código aberto, servidor web de pequeno processamento que é conveniente para ampliações em sistemas embarcados. Originalmente escrito por Paul Phillips, é mantido agora por Larry Doolittle e Jon Nelson.
Os sites Slashdot e Fotolog utilizam Boa para para servir imagens.
Em Janeiro de 2006, o Boá tem as limitações seguintes :
- Nenhuma característica de controle de acesso (autenticação de acesso HTTP Básico, etc.)
- Nenhuma opção chroot (planejada)
- Nenhum Servidor Lateral Incluso (considerado incompatível com objetivo de servidores de performance)